# Campione!
Campione! (カンピオーネ!) là loạt light novel do Taketsuki Jō thực hiện và Sikorski lo phần minh họa. Shueisha đã phát hành tác phẩm thẳng thành các bunkobon thông qua nhà xuất bản Super Dash Bunko của mình mà không đăng trên tạp chí. Cốt truyện xoay quanh Godou Kusanagi một học sinh trung học rất giỏi thể thao nhưng một tai nạn đã khiến anh không thể chơi bóng chày được nữa, nhưng trong một chuyến du lịch sang Italia Godou đã may mắn đánh bại được thần chiến tranh Verethragna khi cố bảo vệ một cô gái tên Erica Blandelli. Việc này khiến anh trở thành Campione thứ bảy, một tồn tại mạnh mẽ ngang thần linh và là chúa tể thực sự của thế giới. Những tổ chức tôn thờ các Campione đã cử các phụ tá đến để giúp Godou chiến đấu chống lại các dị thần và tìm cách giúp anh phát triển sức mạnh của mình.
Tác phẩm đã được chuyển thể thành các loại hình truyền thông khác như manga, anime, drama CD... Taketsuki Jō cũng đã thực hiện chuyển thể manga và phát hành thông qua tạp chí Super Dash & Go! của Shueisha. Diomedéa đã thực hiện chuyển thể anime với tựa Campione! ~Matsurowanu Kamigami to Kamigoroshi no Maou~ (カンピオーネ！ ～まつろわぬ神々と神殺しの魔王～) và phát sóng tại Nhật Bản từ ngày 06 tháng 7 đến ngày 28 tháng 9 năm 2012.

## Tổng quan

### Kusanagi Godou
Một học sinh cấp ba bình thường ở Nhật. Cậu vô tình trở thành Campione (Sát thần sư) thứ 7 sau khi đánh bại Verethagna - bất bại chiến thần trong truyền thuyết của Bái Hỏa Giáo. Giống như những người trong tộc Kusanagi của mình, Godou là một tay sát gái và cao thủ cờ bạc dù chính cậu không ý thức được điều đó.
Sau khi giết Verethagna, cậu thừa hưởng quyền năng thập hóa thân của Verethagna bao gồm:
1. Hóa thân gió: ban cho Godou năng lực dịch chuyển tức thời đến mọi nơi, điều kiện phát động là ai đó quen biết cậu đang gặp nguy hiểm và gọi tên cậu
2. Hóa thân bò mộng: ban cho Godou sức mạnh cơ bắp vô song. Điều kiện phát động là gặp phải đối thủ, vật thể có sức mạnh vượt qua con người như gấu, voi và hóa thân này chỉ cung cấp sức mạnh vừa đủ để đối kháng kẻ địch.
3. Hóa thân ngựa trắng: triệu hồi một con ngựa trắng rực lửa mang trong mình sức mạnh mặt trời để tấn công kẻ địch. Đây là hóa thân có lực công kích mạnh nhất. Điều kiện phát động là xuất hiện kẻ gây ra tội ác với loài người.
4. Hóa thân lạc đà: ban cho Godou bản năng chiến đấu, sức chịu đựng, khả năng tự hồi phục và lực chân vô cùng mạnh mẽ. Godou từng đá bay Perseus qua vài dãy nhà bằng năng lực này. Điều kiện phát động là bản thân phải nhận thương tích.
5. Hóa thân lợn rừng: triệu hồi một con lợn rừng khồng lồ có năng lực phá hủy mọi thứ trên đường đi của nó cùng tiếng rống thổi bay cả mây trên trời. Khi triệu hồi lợn rừng, sức mạnh và tốc độ của Godou cũng tăng gấp nhiều lần. Lợn rừng do Verethagna dài tới 50m trong khi Godou thường chỉ triệu hồi được cỡ 20m. Điều kiện phát động là đứng đối điện vật thể có kích thước lớn.
6. Hóa thân thiếu niên: cho phép Godou ban tặng sự bảo hộ thần thánh đối với người khác. Điều kiện là phải hôn và đối phương phải tuyên thệ và thực sự trung thành với cậu. Verethagna khi dùng hóa thân này còn cho thấy năng lực ngôn linh kiểm soát sự vật.
7. Hóa thân chim săn mồi: ban cho Godou năng lực thần tốc. Thần tốc khác với tốc độ vật lý ở chỗ thay vì tăng động năng để gia tăng tốc độ thì thần tốc giảm thời gian chủ thể di chuyển từ A tới B. Điều kiện phát động là Godou bị tấn công bởi vật thể có tốc độ cao. Hóa thân này gây áp lực rất lớn lên cơ thể.
8. Hóa thân cừu: cho phép Godou chữa lành mọi vết thương và nguyền rủa bất kể nguy hiểm chí tử đến mấy. Hóa thân này phải được kích hoạt trước khi chết nếu không Godou vẫn sẽ chết. Godou từng dùng hóa thân này để sống lại khi bị Perseus bắn xuyên tim và nụ hôn chết chóc của Athena.
9. Hóa thân dê: ban cho Godou năng lực điều khiển sấm sét và lắng nghe lời thỉnh cầu trong tâm hồn người khác. Godou có thể mượn sức mạnh từ những người xung quanh nếu họ ủng hộ cậu. Hóa thân này chỉ thực sự có tác dụng nếu đối phương là kẻ tà ác như hầu tước Voban.
10. Hóa thân chiến binh: ban cho Godou thanh hoàng kim kiếm có khả năng phong ấn quyền năng và chém đứt thần cách của dị thần và diệt thần sư khác. Điều kiện phát động là Godou phải có đủ tri thức về bản chất năng lực và xuất thân của đối phương.
Vũ khí chính của Kusanagi Godou là thanh kiếm Kusanagi - một trong ba thần khí của Nhật Bản.

### Erica Blandelli
Erica là một cô gái người Italia xinh đẹp bằng tuổi Godou. Cô là thành viên và là cháu gái người đứng đầu tổ chức ma thuật Hắc đồng thập tự. Erica Blandelli đạt đến đẳng cấp Đại Kỹ Sĩ khi còn rất trẻ và là một trong những người mạnh nhất trong tác phẩm nếu không tính đến dị thần, campione và bán thần. Vũ khí của Erica là thanh kiếm ma thuật Cuore di Leone chứa lời nguyền của thánh thương Longinus có thể tổn thương cả thần linh. Erica trợ giúp Godou chống lại Verethagna rồi phải lòng cậu sau đó. Erica là một cô gái có cá tính mạnh mẽ, quyến rũ hay ghen nhưng cũng rất mưu mô và xảo quyệt. Sau này cô cũng chịu mở lòng và chấp nhận việc Godou có nhiều nhân tình, tuy nhiên cô vẫn tự coi mình là số một. Biệt danh của Erica là Xích Quỷ (Diavolo Rosso). Erica hay đùa cợt Liliana.

### Seishuin Ena
Ena là một thành viên trong tứ đại gia tộc của Nhật Bản và sau này là đối thủ chính tranh giành vị trí số một trong hậu cung của Godou.. Ena là một thiên tài không kém gì Erica và Liliana. Cô được dạy dỗ trong môi trường hoang dã bởi chính dị thần Susanoo. Ena được cọi là Hime Miko mạnh nhất Nhật Bản, cô là chủ nhân trước của thanh thần kiếm Kusanagi trước khi nó thuộc về Godou. Nội dung truyện về sau cho thấy Ena mới chỉ sử dụng được một phần rất nhỏ sức mạnh thực sự của thần kiếm. Cô được nuôi dưỡng như là một Yamato Nadeshiko (người phụ nữ Nhật mẫu mực) đích thực. Ena tỏ ra phục tùng tuyệt đối đối với Kusanagi Godou và luôn gọi cậu là bệ hạ hoặc hoàng vương. Do từ nhỏ sống trong rừng núi, Ena không giỏi giao tiếp với người khác. Cô cũng tỏ ra là người bốc đồng, hung hăng và rất bộc trực. Ena chưa bao giờ giỏi về những chuyện phức tạp, cô có gì nói đấy và cũng là nguyên nhân bất hòa giữa cô và Erica. Ena được cử đi để quyến rũ Godou tuy nhiên sau đó cô cũng phải lòng trước sức mạnh và sự tử tế của cậu. Ena lúc đầu muốn loại bỏ Erica và Liliana vì cho rằng một vị vua Nhật chỉ nên có vợ Nhật mà thôi. Ena cũng có mối quan hệ rất thân thiết với Yuri từ lâu.

### Liliana Kranjcar
Liliana là bạn từ nhỏ đồng thời là đối thủ cạnh tranh của Erica Blandelli. Cô là một thiếu nữ Croatia xinh đẹp, thành viên của hội pháp thuật Hắc đồng thập tự - ngang hàng với hội Xích đồng thập tự của Erica. Liliana được dạy phép thuật bởi Diana Milito, một phù thủy sống ở Naples, Italia. Liliana cũng đồng thời là một kị sĩ mạnh mẽ. Tài năng của cô được đặt ngang hàng Erica. Vũ khí của cô là thanh Il Maestro. Liliana là một cô gái thuần khiết, hay xấu hổ, ngốc nghếch, thẳng tính và không giỏi ngoại giao nên thường bị lấn áp bởi Erica dù hai người vốn ngang tài ngang sức. Cô có tinh thần hiệp sĩ rất cao và cũng giống như Ena, Erica và Yuri, cô tùy tùng và phải lòng Kusanagi Godou. Liliana có sở thích bí mật là viết tiểu thuyết tình cảm sến với nhiều chi tiết nhạy cảm. Cô hay bị trêu chọc và đùa cợt bởi Erica và hầu gái Karen của mình. Sau khi Erica trở thành người tình của Godou, ông của cô đã gửi cô tới phục vụ một Campione khác là hầu tước Voban - một bạo chúa khét tiếng nhằm cân bằng cán cân quyền lực giữa hai hội phép thuật. Sau đó Liliana phản lại hầu tước Voban và phục vụ Godou. Cô nắm vai trò quyết định giúp Godou đánh bại Perseus

## Truyền thông

### Light novel
Loạt light novel do Taketsuki Jō thực hiện và Sikorski minh họa. Shueisha đã phát hành tác phẩm thẳng thành các bunkobon thông qua nhà xuất bản Super Dash Bunko của mình mà không đăng trên tạp chí. Tính đến ngày 30 tháng 4 năm 2015 thì đã có 18 tập được phát hành.

### Manga
Taketsuki Jō cũng đã thực hiện chuyển thể manga của tác phẩm với sự minh họa của Sakamoto Jirō, Shueisha đã phát hành tác phẩm trên tạp chí Super Dash & Go! của mình từ ngày 25 tháng 10 năm 2011 đến ngày 25 tháng 4 năm 2013. Shueisha sau đó đã tập hợp các chương lại và phát hành thành 3 tankōbon.

### Drama CD
Super Dash & Go! đã thực hiện một đĩa drama CD để đính kèm với số đặc biệt phát hành tháng 4 năm 2012.

### Internet radio
Một loạt chương trình phát thanh trên mạng có tựa Radio Campione! ~Hikasa・Hidaka wa Matsurowazu~ (ラジオ カンピオーネ! 〜日笠・日高はまつろわず〜) đã được thực hiện và phát trên kênh HiBiKi Radio Station từ ngày 21 tháng 6 đến ngày 11 tháng 10 năm 2012 với người dẫn chương trình chính là hai nhân vật Erica Blandelli và Kusanagi Shizuka. Các chương trình sau đó đã được tập hợp lại thành một bộ CD phát hành vào ngày 26 tháng 10 năm 2012.

### Anime
Diomedéa đã thực hiện chuyển thể anime với tựa Campione! ~Matsurowanu Kamigami to Kamigoroshi no Maou~ (カンピオーネ！ ～まつろわぬ神々と神殺しの魔王～) và phát sóng tại Nhật Bản từ ngày 06 tháng 7 đến ngày 28 tháng 9 năm 2012 với 13 tập trên kênh AT-X và Tokyo MX sau đó phát lại sau vài ngày trên các kênh BS11, Sun TV và TV Aichi. Sentai Filmworks đã đăng ký bản quyền phiên bản tiếng Anh để tiến hành phân phối tại thị trường Bắc Mỹ, Hanabee Entertainment đăng ký tại Úc và New Zealand và MVM đăng ký tại Vương quốv Anh và Ireland.

### Âm nhạc
Bộ anime có hai bài hát chủ đề, một mở đầu và một kết thúc. Bài hát mở đầu có tên BRAVE BLADE! do Sakuragawa Megu trình bày, đĩa đơn chứa bài hát đã phát hành vào ngày 25 tháng 7 năm 2012. Bài hát kết thúc có tên Raise do Ogura Yui trình bày, đĩa đơn chứa bài hát đã phát hành vào ngày 18 tháng 7 năm 2012 với hai phiên bản giới hạn và bình thường, phiên bản giới ạn có đính kèm đĩa chứa đoạn phim trình bày nhạc phẩm. Album chứa các bản nhạc dùng trong bộ anime đã phát hành vào ngày 10 tháng 10 năm 2012.
| BRAVE BLADE!     | BRAVE BLADE!                                             | BRAVE BLADE! |
| STT              | Nhan đề                                                  | Thời lượng   |
| ---------------- | -------------------------------------------------------- | ------------ |
| 1.               | "BRAVE BLADE!"                                           | 4:26         |
| 2.               | "Eine Kleine (アイネ・クライネ)"                         | 4:15         |
| 3.               | "BRAVE BLADE! (Off Vocal)"                               | 4:26         |
| 4.               | "Eine Kleine (Off Vocal) (アンネ・クライネ (Off Vocal))" | 4:12         |
| Tổng thời lượng: | Tổng thời lượng:                                         | 17:19        |

| Raise            | Raise                               | Raise      |
| STT              | Nhan đề                             | Thời lượng |
| ---------------- | ----------------------------------- | ---------- |
| 1.               | "Raise"                             | 4:31       |
| 2.               | "PON de Fighting!"                  | 4:02       |
| 3.               | "Raise (off vocal ver.)"            | 4:32       |
| 4.               | "PON de Fighting! (off vocal ver.)" | 4:01       |
| Tổng thời lượng: | Tổng thời lượng:                    | 17:06      |

| TV Anime Campione! ~Matsurowanu Kamigami to Kamigoroshi no Maou~ Original Soundtrack (TVアニメ カンピオーネ! ～まつろわぬ神々と神殺しの魔王～ オリジナルサウンドトラック) | TV Anime Campione! ~Matsurowanu Kamigami to Kamigoroshi no Maou~ Original Soundtrack (TVアニメ カンピオーネ! ～まつろわぬ神々と神殺しの魔王～ オリジナルサウンドトラック) | TV Anime Campione! ~Matsurowanu Kamigami to Kamigoroshi no Maou~ Original Soundtrack (TVアニメ カンピオーネ! ～まつろわぬ神々と神殺しの魔王～ オリジナルサウンドトラック) |
| STT | Nhan đề | Thời lượng |
| --- | --- | --- |
| 1. | "Campione! (カンピオーネ！)" | 2:06 |
| 2. | "Kamigami no Chikara (神々の力)" | 1:56 |
| 3. | "Verethragna (ウルスラグナ)" | 2:01 |
| 4. | "Kyoudai naru Shugoshin (強大なる守護神)" | 2:01 |
| 5. | "Pandora (パンドラ)" | 2:04 |
| 6. | "Sardegna no Hizashi (サルデーニャの陽射し)" | 1:59 |
| 7. | "Kusanagi Godou (草薙護堂)" | 1:54 |
| 8. | "Erica Brandelli (エリカ・ブランデッリ)" | 2:06 |
| 9. | "Akaki Akuma no Yuuwaku (紅き悪魔の誘惑)" | 2:06 |
| 10. | "Mariya Yuri (万里谷祐理)" | 1:48 |
| 11. | "Hanseishite Kudasai (反省して下さい)" | 2:20 |
| 12. | "Liliana Kraniczar (リリアナ・クラニチャール)" | 2:10 |
| 13. | "Shousetsu no Naka de Aimashou (小説の中で逢いましょう)" | 1:54 |
| 14. | "Lily wa Gokigennaname desu (リリィはご機嫌斜めです)" | 1:59 |
| 15. | "Seishuuin Ena (清秋院恵那)" | 1:40 |
| 16. | "Lucrecia Zola (ルクレチア・ゾラ)" | 2:12 |
| 17. | "Maid wa Oatsui no ga Osuki? (メイドはお熱いのがお好き？)" | 2:08 |
| 18. | "Ou no Kunou (王の苦悩)" | 2:02 |
| 19. | "Athena (アテナ)" | 2:02 |
| 20. | "Wazawai no Kizashi (災いの兆し)" | 2:18 |
| 21. | "Kengen (顕現)" | 2:10 |
| 22. | "Cuore di Leone (クオレ・ディ・レオーネ)" | 2:43 |
| 23. | "Yami to Shi to (闇と死と)" | 2:07 |
| 24. | "Yami no Megami (闇の女神)" | 1:56 |
| 25. | "Kami Goroshi no Chikara (神殺しの力)" | 2:23 |
| 26. | "Ougon no Ken (黄金の剣)" | 2:32 |
| 27. | "Ou no Koujitsu (王の好日)" | 2:09 |
| 28. | "Natsukashiki Heion naru Nichijou (懐かしき平穏なる日常)" | 1:59 |
| 29. | "Otome no Iji (乙女の意地)" | 1:57 |
| 30. | "Junsui na Kimochi (純粋な気持ち)" | 2:30 |
| 31. | "Aijintachi to Honsaitachi to (愛人たちと本妻たちと)" | 2:12 |
| 32. | "Heroine-teki Kenboujussuu (ヒロイン的権謀術数)" | 2:00 |
| 33. | "Matsurowanu Kami (まつろわぬ神)" | 2:27 |
| 34. | "Michi no Chikara (未知の力)" | 1:56 |
| 35. | "Kami no Shourai (神の招来)" | 2:21 |
| 36. | "Semarikuru Saiyaku (迫り来る災厄)" | 1:57 |
| 37. | "Reishi (霊視)" | 1:58 |
| 38. | "Kyoushuu (強襲)" | 1:44 |
| 39. | "Vauban no Yabou (ヴォバンの野望)" | 2:05 |
| 40. | "Shinwa no Butai (神話の舞台)" | 2:30 |
| 41. | "Athena no Sasoi (アテナの誘い)" | 2:08 |
| 42. | "Tatakai no Kizashi (戦いの兆し)" | 2:07 |
| 43. | "Isoge! (急げ！)" | 1:50 |
| 44. | "Kami no Kennou (神の権能)" | 1:50 |
| 45. | "Tsunoru Omoi (募る想い)" | 2:54 |
| 46. | "Kettou no Toki (決闘の時)" | 2:14 |
| 47. | "Metis (メティス)" | 2:51 |
| 48. | "Hokori ni Kakete (誇りにかけて)" | 2:32 |
| 49. | "BRAVE BLADE! (TV ver.)" | 1:32 |
| Tổng thời lượng: | Tổng thời lượng: | 1:44:20 |